# Avanos
Avanos là một huyện thuộc tỉnh Nevşehir, Thổ Nhĩ Kỳ. Huyện có diện tích 994 km² và dân số thời điểm năm 2007 là 35120 người, mật độ 35 người/km².